# Manituova bota
Manituova bota (v originále Der Schuh des Manitu) je německo-španělský hraný film z roku 2001, který režíroval Michael Herbig podle vlastního scénáře. Film je parodií na zfilmované romány Karla Maye, především Poklad ve Stříbrném jezeře a odkazuje také na tradici tzv. spaghetti westernů. Film se stal s 11,7 milióny diváků a 65 milióny euro obratu jedním z nejúspěšnějších filmů v poválečném Německu. V roce 2008 byl podle filmu v Berlíně uveden muzikál.

## Děj
Bílý přistěhovalec Ranger zachránil na nechráněném železničním přejezdu život Abahašimu, náčelníkovi Apačů. Tím se z nich stali pokrevní bratři. Oba podvedl Santa Maria, realitní makléř z Wyomingu. Okradl je a ještě zastřelil Falešného zajíce, syna náčelníka Šošonů. Šošoni se však domnívají, že vrahem je Abahaši. Jsou zajati a odsouzeni k smrti, ale prchnou a naleznou úklid na ranči Pudřenka, který vlastní Abahašiho homosexuální bratr-dvojče Winnetouch. Abahaši Rangerovi prozradí, že má plán k pokladu, který rozdělil na čtyři části. Jednu z nich má on sám, další Winnetouch, pak barová zpěvačka Uschi a také majitel řecké taverny Dimitri. Santa Maria postupně lstí získá všechny části mapy a najde skálu přezdívanou Manituova bota, ve které je ukrytý poklad. Zde se odehraje závěrečný boj mezi Abahašim a Ranger a bandity a Šošony.

## Obsazení
| Michael Herbig       | Abahachi, Winnetouch |
| Christian Tramitz    | Ranger               |
| Sky du Mont          | Santa Maria          |
| Marie Bäumer         | Uschi                |
| Hilmi Sözer          | Hombre               |
| Rick Kavanian        | Dimitri              |
| Tim Wilde            | John                 |
| Siegfried Terpoorten | Jim                  |
| Robinson Reichel     | Joe                  |
| Oliver Wnuk          | Jack                 |
| Irshad Panjatan      | náčelník Lstivý mlok |
| Alexander Held       | Karl May             |

## Ocenění
- Cena Bambi v kategorii nejlepší film
- Porcelánový lev Bavorského státního kancléřství za nejúspěšnější film
- Německá komediální cena – nejlepší film
- Box Office Germany Award: platinová cena za 5 miliónů návštěvníků za 50 týdnů
- Box Office Germany Award: titanová cena za úspěch v Rakousko|Rakousku
- Cena Goldene Leinwand za 3 milióny návštěvníků
- Cena Goldene Leinwand s jednou hvězdou za 6 miliónů návštěvníků
- Cena Goldene Leinwand se dvěma hvězdami za 9 miliónů návštěvníků
- Deutscher Filmpreis – zvláštní cena poroty, cena publika
- Bayerischer Filmpreis – cena publika za nejoblíbenější film, zvláštní cena ministerského předsedy pro Michaela Herbiga za režisérský výkon
- Cena Jupiter – nejlepší německý film
- DIVA-Award – cena publika

## Parodované filmy
Film paroduje filmová zpracování románů Karla Maye, především pak Poklad na Stříbrném jezeře. Mimo to film v některých scénách odkazuje i na další známé filmy 60. let. Náčelník Šošonů Mstivý mlok drží v náručí králíka stejně jako Ernst Stavro Blofeld drží ve filmech s Jamesem Bondem svoji kočku. Ranger hraje na harmoniku jako Charles Bronson ve filmu Tenkrát na Západě, jeho písní je ovšem Moon River, titulní skladba z filmu Snídaně u Tiffanyho. Z pozdějších filmů jsou zde odkazy na Tanec s vlky, Terminátor 2: Den zúčtování nebo Indiana Jones a chrám zkázy. Winnetouch hraje na citeru píseň Harry Lime Theme z filmu Třetí muž. Píseň z filmu Olověná vesta zpívá skupina Šošonů. V závěrečné scéně filmu vypravěč zmiňuje, že Uschi a Ranger pojmenovali své dítě Stan Laurel.